# John Barry (námořní důstojník)
John Barry (25. března 1745 – 13. září 1803) by důstojník Kontinentálního námořnictva a později komodor Námořnictva spojených států amerických. Je označován za „otce amerického námořnictva“ (kterýžto titul sdílí s Johnem Paul Jonesem). Byl prvním kapitánem velícím válečné lodí Spojených států pod kontinentální vlajkou. Také se stal prvním americkým důstojníkem, který obdržel hodnost komodora, udělenou mu prezidentem Georgem Washingtonem v roce 1797. Na jeho počest bylo po něm pojmenováno několik lodí.

## Dětství
Narodil se 25. března 1745 v Tacumshane v irském hrabství Wexford. Jeho rodina byla vyhnána ze své domoviny Brity.

## Kariéra
Dne 14. března 1776 byl jmenován kapitánem Kontinentálního námořnictva na příkaz Johna Hancocka, prezidenta Kontinentálního kongresu. Barry byl velmi pobožný muž, každý den na moři začínal čtením z Bible. Měl starost o svou posádku a její dobrý prospěch a vždy se ujišťoval, že jsou dobře vybaveni na pobyt na moři. Dne 7. prosince 1775 byl jmenován Kongresem velitelem 14dělové USS Lexington a vyplul s ní 31. března 1776 po řece Delaware. Dne 7. dubna narazil u virginských mysů na loď Edward, doprovodnou loď britské fregaty HMS Liverpool a po více než hodinovém boji ji zajal a přivedl do Filadelfie.
Dne 28. června najela pensylvánská briga Nancy s nákladem 386 sudů střelného prachu na mělčinu, když se snažila uniknout britské blokádní lodi HMS Kingfisher. Barry nařídil přeplavit její náklad pod příkrovem tmy na břeh a ponechat na ni pouze 100 sudů. Na palubě také zanechal zpožděnou roznětku, která spustila právě ve chvíli, kdy k Nancy přirazil člun plný britských námořníků. Barry velel Lexingtonu až do 18. října 1776, přičemž během té doby zajal několik soukromých ozbrojených lodí. V roce 1777 se stal velitelem 24dělové brigy USS Delaware, se kterou měl zajímat britské lodě plující po řece Delaware. O rok později již velel 32dělové fregatě USS Raleigh, se kterou zajal tři britské lodě než s ní dne 27. září 1778 neuvízl na mělčině. Nechal ji potopit, avšak později byla Brity vyzvednuta a zařazena do Royal Navy.
Dalšího velení se dočkal roku 1780, kdy převzal 36dělovou fregatu USS Alliance. Barry byl vážně raněn 29. května 1781 během zajímání lodí HMS Atalanta a HMS Trepassey. Dne 10. března 1783 svedl poslední námořní bitvu americké války za nezávislost, když u mysu Canaveral porazil svého protivníka. Během války mu britská strana nabídla 100 000 liber a velení libovolné fregaty britského námořnictva, pokud opustí Američany. Barry byl nabídkou rozzuřen a prohlásil, že ani všechny peníze z britské pokladny nebo velení celému britskému loďstvu ho nepřinutí dezertovat.
Po etablování Námořnictva Spojených států amerických byl jmenován starším kapitánem. Během americko-francouzské války velel fregatě. Je autorem signální knihy, vydané roku 1780 ke zkvalitnění komunikace na moři mezi loděmi plujícími ve formaci. Dne 22. února 1797 získal od prezidenta George Washingtona důstojnický dekret číslo 1, zpětně datovaný k 4. červnu 1794. Jím získal hodnost komodora. Je uznáván nejen jako prvním americkým akreditovaným důstojníkem, ale také prvním vlajkovým důstojníkem.
Posledním dnem jeho aktivní služby byl 6. březen 1801, kdy dorazil s USS United States do přístavu, ale velitelem námořnictva zůstal až do své smrti 13. září 1803. Zemřel v Strawberry Hill v dnešní Filadelfii na astma a byl pohřben na hřbitově u starého římskokatolického kostela svaté Marie ve Filadelfii.